# Johann Gottfried von Meiern

Johann Gottfried von Meiern;
Kupferstich von Georg Daniel Heumann nach Gabriel Müller, um 1734

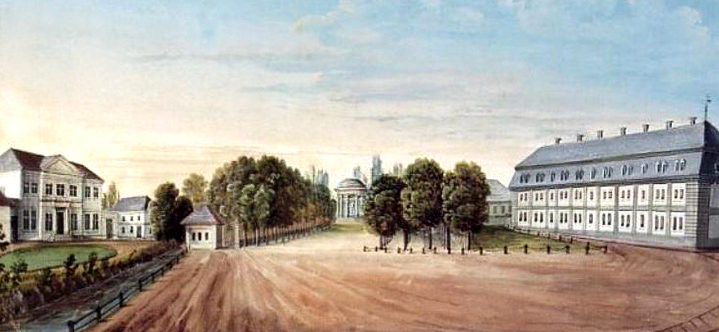
Um 1825: Links das Friederikenschlösschen (1803), in der Mitte der Leibniztempel (1790) und rechts das Archivgebäude der Zeit von Meierns noch ohne den Vorbau aus den 1890er Jahren

Johann Gottfried von Meiern (auch Meyern; * 1. Mai 1692 in Bayreuth; † 21. Oktober 1745 in Hannover) war ein deutscher Jurist, Historiker, Hochschullehrer und Archivar.

## Leben
Johann Gottfried (von) Meiern war der zweite Sohn des markgräflichen Geheimen Kammerrats Johann Simon (von) Meiern (1664–1721), welcher 1715 von Kaiser Karl VI. nobilitiert wurde. Er besuchte das Gymnasium Christian-Ernestinum in Bayreuth und begann im Alter von fünfzehn Jahren sein Studium der Rechtswissenschaften an den Universitäten Halle und später in Leipzig. Nach dem Studium arbeitete er mehrere Jahre bei dem reichsritterschaftlichen Directorialconsulenten Johann Friedrich Schober in Nürnberg, um sich beruflich auf die Führung von Prozessen als Sachwalter beim Reichskammergericht vorzubereiten. 1715 wurde er an der Universität Gießen zum Dr. beider Rechte promoviert. Im Folgejahr wurde er ordentlicher Professor der Moral und 1718 außerordentlicher Professor der Jurisprudenz an der Universität Gießen. Als überzeugter Anhänger der Naturrechtslehre geriet er jedoch mit seinen Kollegen in Gießen in Konflikt, so dass er 1720 in seine Heimatstadt zurückkehrte, in die Dienste des Markgrafen Georg Wilhelm von Bayreuth trat und ab 1722 als Hof- und Justizrat und Hofgerichtsassessor wirkte. 1723 wurde er zum Comes palatinus Caesareus (Hofpfalzgraf) ernannt. Seine Verteidigung der Allianz von Herrenhausen (1725) in der 1726 erschienenen Schrift Remarques sur l'analyse du traité de Hanovre führte 1727 zu seiner Berufung in das Kurfürstentum Braunschweig-Lüneburg durch König Georg I. von Großbritannien, der in Personalunion Kurfürst von Hannover war. Hier leitete er von 1729 bis zu seinem Tod, seit 1740 als Geheimer Justizrat, das Archiv des Kurfürstentums, heute das Niedersächsische Landesarchiv (Standort Hannover).
Meiern machte sich mit zahlreichen Aktenpublikationen aus den Archiven der mittleren und kleineren Reichsstände einen Namen. Ab 1734 erschienen seine Acta pacis Westphalicae in 50 Bänden als bedeutende rechtshistorische Aufarbeitung des Westfälischen Friedens. Gutachtlich setzte er sich mit seinerzeit aktuellen staatsrechtlichen und zwischenstaatlichen Fragen wie den Möllner Pertinenzien auseinander und hatte erheblichen Anteil an der für Kurhannover günstigen Beilegung des Streits mit der Hansestadt Lübeck. Seine Arbeiten waren und sind bis heute Grundlagen für staatsrechtliche Rechtshistoriker mit Interesse an der Geschichte des Heiligen Römischen Reichs und seiner Reichsstände.

## Schriften
- Collection einiger Schriften von der geistl. Gerichtsbarkeit derer catholischen Landesherren in Deutschland über die in ihren Landen befindlichen Evangelischen Unterthanen, mit einer neuen Deduction und Antwort auf Sinceri Collection einiger Schriften von der geistl. Gerichtsbarkeit derer catholischen Landesherren in Deutschland über die in ihren Landen befindlichen Evangelischen Unterthanen, mit einer neuen Deduction und Antwort auf Sinceri angemaßte Wiederlegung, Leipzig 1728
- Remarques sur l’analyse du traité de Hanovre, 1726
- Acta pacis Westphalicae, 50 Bände, 1734ff. Online, Teil
- Adami Adami, … Actorum Pacia Westfalicae, Leipzig 1737
- Acta comitialia Ratisbonensia publica, oder Regensburgische Reichstags-Handlungen und Geschichte von den Jahren 1653 und 1654. Leipzig 1738; 2. Teil Göttingen 1740
- Beleuchtung derer zu Regenspurg edirten sogenannten Emblematum, wodurch so wohl die neue edition von des Adami historia de pacioficatione Westphalica als die Acta pacis Westphalicae verdächtig haben gemacht werden wollen, Hannover, 1739
- Vorrede zu H. F. Avemanns vollständige Beschreibung des Gräflichen Geschlechts der Reichsgrafen und Burggrafen von Kirchberg in Thüringen, Frankfurt am Main, 1747
  - und weitere nachgewiesen im Münchener Digitalisierungszentrum[3]